# Eduard Elion
Eduard Elion (Den Haag, 29 juli 1900 – Palm Beach, 8 februari 1961) was een Nederlands scheikundige en wetenschapper.

## Leven en werk
Elion werd in Den Haag geboren als een zoon van Heinekenadviseur dr. Hartog Elion (1853-1930) en Evelina De Jong (1873-1944). Elions vader ontwikkelde het Heineken A-gist. Deze gist vormt nog steeds de basis voor het Heineken bier. Na de hogereburgerschool studeerde hij scheikunde aan de Technische Universiteit van Delft en voltooide deze studie in 1925. Nadien was hij onderzoeker bij het Franse Pasteur-instituut. Twee jaren later promoveerde hij tot doctor aan de Universiteit van Parijs. Samen met zijn broer richtte hij het Laboratorium voor Gistingstechniek en Toegepaste Chemie op en later werd hij benoemd tot professor aan de hogere school voor Gistingsbedrijven te Gent. 